# Pratola Peligna
Pratola Peligna es un municipio italiano situado en la provincia de L'Aquila, en Abruzos. Tiene una población estimada, a fines de julio de 2024, de 6956 habitantes.

## Demografía
| Gráfica de evolución demográfica de Pratola Peligna entre 1861 y 2024 |
|                                                                       |
| Fuente: ISTAT - Elaboración gráfica a cargo de Wikipedia              |